# (29845) Wykrota
(29845) Wykrota (1999 FE21) – planetoida z grupy pasa głównego asteroid okrążająca Słońce w ciągu 3,74 lat w średniej odległości 2,41 j.a. Odkryta 22 marca 1999.